# Rio de Janeiro (stato)
Rio de Janeiro (in portoghese: Estado do Rio de Janeiro) è uno Stato federato del Brasile. Lo Stato ha l'8,2% della popolazione brasiliana e produce il 9,2% del PIL brasiliano. 
Lo Stato è il terzo Stato federato brasiliano per popolazione, dopo quelli di San Paolo e Minas Gerais; conta 16 milioni di abitanti.
Sino al 1975 lo Stato non comprendeva la città di Rio de Janeiro, che sino al 1960 costituiva il Distretto Federale (capitale dello Stato) e dal 1960 al 1975, con lo spostamento della capitale a Brasilia, lo Stato di Guanabara. La capitale dal 1834 fu posta a Niterói, tranne dal 1894 al 1902, quando venne brevemente spostata a Petrópolis.
Nel 1975 i due Stati si unirono per formare lo Stato come oggi strutturato.

## Geografia fisica

### Territorio
Lo Stato di Rio de Janeiro ha 92 municipi, 14 Regiões Geográficas Imediatas (″Regioni Geografiche Immediate″), 5 Regiões Geográficas Intermediárias (″Regioni Geografiche Intermedie″) e 8 Regiões de Governo (″Regioni di Governo″).
| Municipio                     | Região Geográfica Imediata                                | Região Geográfica Intermediária                                       | Região de Governo              |
| ----------------------------- | --------------------------------------------------------- | --------------------------------------------------------------------- | ------------------------------ |
| Angra dos Reis                | Região Geográfica Imediata de Angra dos Reis              | Região Geográfica Intermediária do Rio de Janeiro                     | Região da Costa Verde          |
| Aperibé                       | Região Geográfica Imediata de Santo Antônio de Pádua      | Região Geográfica Intermediária de Campos dos Goytacazes              | Região Noroeste Fluminense     |
| Araruama                      | Região Geográfica Imediata de Cabo Frio                   | Região Geográfica Intermediária de Macaé - Rio das Ostras - Cabo Frio | Região das Baixadas Litorâneas |
| Areal                         | Região Geográfica Imediata de Petrópolis                  | Região Geográfica Intermediária de Petrópolis                         | Região Centro-Sul Fluminense   |
| Armação dos Búzios            | Região Geográfica Imediata de Cabo Frio                   | Região Geográfica Intermediária de Macaé - Rio das Ostras - Cabo Frio | Região das Baixadas Litorâneas |
| Arraial do Cabo               | Região Geográfica Imediata de Cabo Frio                   | Região Geográfica Intermediária de Macaé - Rio das Ostras - Cabo Frio | Região das Baixadas Litorâneas |
| Barra do Piraí                | Região Geográfica Imediata de Volta Redonda - Barra Mansa | Região Geográfica Intermediária de Volta Redonda - Barra Mansa        | Região do Médio Paraíba        |
| Barra Mansa                   | Região Geográfica Imediata de Volta Redonda - Barra Mansa | Região Geográfica Intermediária de Volta Redonda - Barra Mansa        | Região do Médio Paraíba        |
| Belford Roxo                  | Região Geográfica Imediata do Rio de Janeiro              | Região Geográfica Intermediária do Rio de Janeiro                     | Região Metropolitana           |
| Bom Jardim                    | Região Geográfica Imediata de Nova Friburgo               | Região Geográfica Intermediária de Petrópolis                         | Região Serrana                 |
| Bom Jesus do Itabapoana       | Região Geográfica Imediata de Itaperuna                   | Região Geográfica Intermediária de Campos dos Goytacazes              | Região Norte Fluminense        |
| Cabo Frio                     | Região Geográfica Imediata de Cabo Frio                   | Região Geográfica Intermediária de Macaé - Rio das Ostras - Cabo Frio | Região das Baixadas Litorâneas |
| Cachoeiras de Macacu          | Região Geográfica Imediata de Rio Bonito                  | Região Geográfica Intermediária do Rio de Janeiro                     | Região Metropolitana           |
| Cambuci                       | Região Geográfica Imediata de Santo Antônio de Pádua      | Região Geográfica Intermediária de Campos dos Goytacazes              | Região Noroeste Fluminense     |
| Campos dos Goytacazes         | Região Geográfica Imediata de Campos dos Goytacazes       | Região Geográfica Intermediária de Campos dos Goytacazes              | Região Norte Fluminense        |
| Cantagalo                     | Região Geográfica Imediata de Nova Friburgo               | Região Geográfica Intermediária de Petrópolis                         | Região Serrana                 |
| Carapebus                     | Região Geográfica Imediata de Macaé - Rio das Ostras      | Região Geográfica Intermediária de Macaé - Rio das Ostras - Cabo Frio | Região Norte Fluminense        |
| Cardoso Moreira               | Região Geográfica Imediata de Campos dos Goytacazes       | Região Geográfica Intermediária de Campos dos Goytacazes              | Região Norte Fluminense        |
| Carmo                         | Região Geográfica Imediata de Nova Friburgo               | Região Geográfica Intermediária de Petrópolis                         | Região Serrana                 |
| Casimiro de Abreu             | Região Geográfica Imediata de Macaé - Rio das Ostras      | Região Geográfica Intermediária de Macaé - Rio das Ostras - Cabo Frio | Região das Baixadas Litorâneas |
| Comendador Levy Gasparian     | Região Geográfica Imediata de Três Rios - Paraíba do Sul  | Região Geográfica Intermediária de Petrópolis                         | Região Centro-Sul Fluminense   |
| Conceição de Macabu           | Região Geográfica Imediata de Macaé - Rio das Ostras      | Região Geográfica Intermediária de Macaé - Rio das Ostras - Cabo Frio | Região Norte Fluminense        |
| Cordeiro                      | Região Geográfica Imediata de Nova Friburgo               | Região Geográfica Intermediária de Petrópolis                         | Região Serrana                 |
| Duas Barras                   | Região Geográfica Imediata de Nova Friburgo               | Região Geográfica Intermediária de Petrópolis                         | Região Serrana                 |
| Duque de Caxias               | Região Geográfica Imediata do Rio de Janeiro              | Região Geográfica Intermediária do Rio de Janeiro                     | Região Metropolitana           |
| Engenheiro Paulo de Frontin   | Região Geográfica Imediata de Volta Redonda - Barra Mansa | Região Geográfica Intermediária de Volta Redonda - Barra Mansa        | Região Centro-Sul Fluminense   |
| Guapimirim                    | Região Geográfica Imediata do Rio de Janeiro              | Região Geográfica Intermediária do Rio de Janeiro                     | Região Metropolitana           |
| Iguaba Grande                 | Região Geográfica Imediata de Cabo Frio                   | Região Geográfica Intermediária de Macaé - Rio das Ostras - Cabo Frio | Região das Baixadas Litorâneas |
| Itaboraí                      | Região Geográfica Imediata do Rio de Janeiro              | Região Geográfica Intermediária do Rio de Janeiro                     | Região Metropolitana           |
| Itaguaí                       | Região Geográfica Imediata do Rio de Janeiro              | Região Geográfica Intermediária do Rio de Janeiro                     | Região Metropolitana           |
| Italva                        | Região Geográfica Imediata de Campos dos Goytacazes       | Região Geográfica Intermediária de Campos dos Goytacazes              | Região Noroeste Fluminense     |
| Itaocara                      | Região Geográfica Imediata de Santo Antônio de Pádua      | Região Geográfica Intermediária de Campos dos Goytacazes              | Região Noroeste Fluminense     |
| Itaperuna                     | Região Geográfica Imediata de Itaperuna                   | Região Geográfica Intermediária de Campos dos Goytacazes              | Região Noroeste Fluminense     |
| Itatiaia                      | Região Geográfica Imediata de Resende                     | Região Geográfica Intermediária de Volta Redonda - Barra Mansa        | Região do Médio Paraíba        |
| Japeri                        | Região Geográfica Imediata do Rio de Janeiro              | Região Geográfica Intermediária do Rio de Janeiro                     | Região Metropolitana           |
| Laje do Muriaé                | Região Geográfica Imediata de Itaperuna                   | Região Geográfica Intermediária de Campos dos Goytacazes              | Região Noroeste Fluminense     |
| Macaé                         | Região Geográfica Imediata de Macaé - Rio das Ostras      | Região Geográfica Intermediária de Macaé - Rio das Ostras - Cabo Frio | Região Norte Fluminense        |
| Macuco                        | Região Geográfica Imediata de Nova Friburgo               | Região Geográfica Intermediária de Petrópolis                         | Região Serrana                 |
| Magé                          | Região Geográfica Imediata do Rio de Janeiro              | Região Geográfica Intermediária do Rio de Janeiro                     | Região Metropolitana           |
| Mangaratiba                   | Região Geográfica Imediata do Rio de Janeiro              | Região Geográfica Intermediária do Rio de Janeiro                     | Região da Costa Verde          |
| Maricá                        | Região Geográfica Imediata do Rio de Janeiro              | Região Geográfica Intermediária do Rio de Janeiro                     | Região Metropolitana           |
| Mendes                        | Região Geográfica Imediata de Volta Redonda - Barra Mansa | Região Geográfica Intermediária de Volta Redonda - Barra Mansa        | Região Centro-Sul Fluminense   |
| Mesquita                      | Região Geográfica Imediata do Rio de Janeiro              | Região Geográfica Intermediária do Rio de Janeiro                     | Região Metropolitana           |
| Miguel Pereira                | Região Geográfica Imediata de Valença                     | Região Geográfica Intermediária de Volta Redonda - Barra Mansa        | Região Centro-Sul Fluminense   |
| Miracema                      | Região Geográfica Imediata de Santo Antônio de Pádua      | Região Geográfica Intermediária de Campos dos Goytacazes              | Região Noroeste Fluminense     |
| Natividade                    | Região Geográfica Imediata de Itaperuna                   | Região Geográfica Intermediária de Campos dos Goytacazes              | Região Noroeste Fluminense     |
| Nilópolis                     | Região Geográfica Imediata do Rio de Janeiro              | Região Geográfica Intermediária do Rio de Janeiro                     | Região Metropolitana           |
| Niterói                       | Região Geográfica Imediata do Rio de Janeiro              | Região Geográfica Intermediária do Rio de Janeiro                     | Região Metropolitana           |
| Nova Friburgo                 | Região Geográfica Imediata de Nova Friburgo               | Região Geográfica Intermediária de Petrópolis                         | Região Serrana                 |
| Nova Iguaçu                   | Região Geográfica Imediata do Rio de Janeiro              | Região Geográfica Intermediária do Rio de Janeiro                     | Região Metropolitana           |
| Paracambi                     | Região Geográfica Imediata do Rio de Janeiro              | Região Geográfica Intermediária do Rio de Janeiro                     | Região Metropolitana           |
| Paraíba do Sul                | Região Geográfica Imediata de Três Rios - Paraíba do Sul  | Região Geográfica Intermediária de Petrópolis                         | Região do Médio Paraíba        |
| Paraty                        | Região Geográfica Imediata de Angra dos Reis              | Região Geográfica Intermediária do Rio de Janeiro                     | Região da Costa Verde          |
| Paty do Alferes               | Região Geográfica Imediata de Valença                     | Região Geográfica Intermediária de Volta Redonda - Barra Mansa        | Região do Médio Paraíba        |
| Petrópolis                    | Região Geográfica Imediata de Petrópolis                  | Região Geográfica Intermediária de Petrópolis                         | Região Serrana                 |
| Pinheiral                     | Região Geográfica Imediata de Volta Redonda - Barra Mansa | Região Geográfica Intermediária de Volta Redonda - Barra Mansa        | Região do Médio Paraíba        |
| Piraí                         | Região Geográfica Imediata de Volta Redonda - Barra Mansa | Região Geográfica Intermediária de Volta Redonda - Barra Mansa        | Região do Médio Paraíba        |
| Porciúncula                   | Região Geográfica Imediata de Itaperuna                   | Região Geográfica Intermediária de Campos dos Goytacazes              | Região Noroeste Fluminense     |
| Porto Real                    | Região Geográfica Imediata de Resende                     | Região Geográfica Intermediária de Volta Redonda - Barra Mansa        | Região do Médio Paraíba        |
| Quatis                        | Região Geográfica Imediata de Resende                     | Região Geográfica Intermediária de Volta Redonda - Barra Mansa        | Região do Médio Paraíba        |
| Queimados                     | Região Geográfica Imediata do Rio de Janeiro              | Região Geográfica Intermediária do Rio de Janeiro                     | Região Metropolitana           |
| Quissamã                      | Região Geográfica Imediata de Macaé - Rio das Ostras      | Região Geográfica Intermediária de Macaé - Rio das Ostras - Cabo Frio | Região Norte Fluminense        |
| Resende                       | Região Geográfica Imediata de Resende                     | Região Geográfica Intermediária de Volta Redonda - Barra Mansa        | Região do Médio Paraíba        |
| Rio Bonito                    | Região Geográfica Imediata de Rio Bonito                  | Região Geográfica Intermediária do Rio de Janeiro                     | Região Metropolitana           |
| Rio Claro                     | Região Geográfica Imediata de Volta Redonda - Barra Mansa | Região Geográfica Intermediária de Volta Redonda - Barra Mansa        | Região do Médio Paraíba        |
| Rio das Flores                | Região Geográfica Imediata de Valença                     | Região Geográfica Intermediária de Volta Redonda - Barra Mansa        | Região do Médio Paraíba        |
| Rio das Ostras                | Região Geográfica Imediata de Macaé - Rio das Ostras      | Região Geográfica Intermediária de Macaé - Rio das Ostras - Cabo Frio | Região das Baixadas Litorâneas |
| Rio de Janeiro                | Região Geográfica Imediata do Rio de Janeiro              | Região Geográfica Intermediária do Rio de Janeiro                     | Região Metropolitana           |
| Santa Maria Madalena          | Região Geográfica Imediata de Nova Friburgo               | Região Geográfica Intermediária de Petrópolis                         | Região Serrana                 |
| Santo Antônio de Pádua        | Região Geográfica Imediata de Santo Antônio de Pádua      | Região Geográfica Intermediária de Campos dos Goytacazes              | Região Noroeste Fluminense     |
| São Fidélis                   | Região Geográfica Imediata de Campos dos Goytacazes       | Região Geográfica Intermediária de Campos dos Goytacazes              | Região Norte Fluminense        |
| São Francisco de Itabapoana   | Região Geográfica Imediata de Campos dos Goytacazes       | Região Geográfica Intermediária de Campos dos Goytacazes              | Região Norte Fluminense        |
| São Gonçalo                   | Região Geográfica Imediata do Rio de Janeiro              | Região Geográfica Intermediária do Rio de Janeiro                     | Região Metropolitana           |
| São João da Barra             | Região Geográfica Imediata de Campos dos Goytacazes       | Região Geográfica Intermediária de Campos dos Goytacazes              | Região Norte Fluminense        |
| São João de Meriti            | Região Geográfica Imediata do Rio de Janeiro              | Região Geográfica Intermediária do Rio de Janeiro                     | Região Metropolitana           |
| São José de Ubá               | Região Geográfica Imediata de Itaperuna                   | Região Geográfica Intermediária de Campos dos Goytacazes              | Região Noroeste Fluminense     |
| São José do Vale do Rio Preto | Região Geográfica Imediata de Petrópolis                  | Região Geográfica Intermediária de Petrópolis                         | Região Serrana                 |
| São Pedro da Aldeia           | Região Geográfica Imediata de Cabo Frio                   | Região Geográfica Intermediária de Macaé - Rio das Ostras - Cabo Frio | Região das Baixadas Litorâneas |
| São Sebastião do Alto         | Região Geográfica Imediata de Nova Friburgo               | Região Geográfica Intermediária de Petrópolis                         | Região Serrana                 |
| Sapucaia                      | Região Geográfica Imediata de Três Rios - Paraíba do Sul  | Região Geográfica Intermediária de Petrópolis                         | Região Centro-Sul Fluminense   |
| Saquarema                     | Região Geográfica Imediata do Rio de Janeiro              | Região Geográfica Intermediária do Rio de Janeiro                     | Região das Baixadas Litorâneas |
| Seropédica                    | Região Geográfica Imediata do Rio de Janeiro              | Região Geográfica Intermediária do Rio de Janeiro                     | Região Metropolitana           |
| Silva Jardim                  | Região Geográfica Imediata de Rio Bonito                  | Região Geográfica Intermediária do Rio de Janeiro                     | Região das Baixadas Litorâneas |
| Sumidouro                     | Região Geográfica Imediata de Nova Friburgo               | Região Geográfica Intermediária de Petrópolis                         | Região Serrana                 |
| Tanguá                        | Região Geográfica Imediata do Rio de Janeiro              | Região Geográfica Intermediária do Rio de Janeiro                     | Região Metropolitana           |
| Teresópolis                   | Região Geográfica Imediata de Petrópolis                  | Região Geográfica Intermediária de Petrópolis                         | Região Serrana                 |
| Trajano de Moraes             | Região Geográfica Imediata de Nova Friburgo               | Região Geográfica Intermediária de Petrópolis                         | Região Serrana                 |
| Três Rios                     | Região Geográfica Imediata de Três Rios - Paraíba do Sul  | Região Geográfica Intermediária de Petrópolis                         | Região Centro-Sul Fluminense   |
| Valença                       | Região Geográfica Imediata de Valença                     | Região Geográfica Intermediária de Volta Redonda - Barra Mansa        | Região do Médio Paraíba        |
| Varre-Sai                     | Região Geográfica Imediata de Itaperuna                   | Região Geográfica Intermediária de Campos dos Goytacazes              | Região Noroeste Fluminense     |
| Vassouras                     | Região Geográfica Imediata de Valença                     | Região Geográfica Intermediária de Volta Redonda - Barra Mansa        | Região Centro-Sul Fluminense   |
| Volta Redonda                 | Região Geográfica Imediata de Volta Redonda - Barra Mansa | Região Geográfica Intermediária de Volta Redonda - Barra Mansa        | Região do Médio Paraíba        |

### Clima
Sono presenti molte colline, laghi, cascate e il clima è tropicale caldo-umido in quasi tutto lo Stato eccetto nelle alture e nelle zone di collina, come ad esempio nella città dei re del Brasile Petrópolis e nella città di Nova Friburgo.

## Economia
Molte sono le attrattive per il settore del turismo, dalla città di Rio de Janeiro a numerose località balneari, soprattutto Niterói che ha un numero di spiagge turistiche superiori a Rio de Janeiro, Petrópolis, Nova Friburgo città in stile tedesco, Parati nel Sud intatta come ai tempi dell'epoca coloniale, Búzios, Cabo Frio, Araruama, São Pedro da Aldeia, con splendide spiagge, Visconde de Maua e Itatiaia con bellezze naturali straordinarie, Penedo di colonizzazione finlandese, conserva ancora lo stile e gli abiti dei colonizzatori.
Da un punto di vista economico è il secondo Stato del Brasile, dopo San Paolo, come percentuale del PIL prodotto. Rio de Janeiro ha un'economia altamente dinamica e diversificata. Un settore importante è il petrolio estratto nella regione Nord, nella città di Campos dos Goytacazes. Il petrolio e il gas naturale di Rio de Janeiro corrispondono all'83% del gas naturale e 90% del petrolio brasiliano (con le raffinerie di São Gonçalo, e di Duque de Caxias). Lo Stato di Rio de Janeiro inoltre può contare con il centro di arricchimento dell'uranio a Resende, il quale consente di produrre energia nelle tre centrali nucleari di Angra 1, Angra 2, Angra 3 (Impianto di Neda Agha-Soltan). Inoltre Rio de Janeiro è il primo produttore brasiliano (e dell'America Latina) di prodotti quali automobili, motocicli, con le sedi della Volkswagen, Citroën, Peugeot, Iveco, Fiat, Honda, Toyota, e con una macchina prodotta al 100% a Rio de Janeiro, chiamata Obvio, questa macchina può essere posteggiata o orizzontalmente o verticalmente, e funziona a base di bioetanolo (a base della canna da zucchero) inoltre il reddito pro capite dello Stato di Rio de Janeiro è di gran lunga il più alto del Brasile.
Nello Stato di Rio de Janeiro sono presenti molte attività mediatiche: le TV Globo (www.globo.com), la maggior rete televisiva brasiliana e la terza al mondo, TV Brasil, Record (www.rederecord.com.br, secondo posto nel Brasile), Cnt, e le TV www.passaponte.tv.br di São Gonçalo, e www.niteroitv.tv.br di Niterói, oltre a contare sui giornali più venduti in Brasile: Extra, O globo (www.oglobo.com.br, Odia (www.odia.com.br), e su giornali come www.osagoncalo.com.br www.nossojornal.info www.ofluminense.com.br www.folhanit.com.br www.jb.com.br www.odia.com.br www.odiacomercial.com.br, ecc.
Inoltre Rio de Janeiro conta forti infrastrutture, Ponte Rio-Niterói (14 km), la Metropolitana di Rio de Janeiro (seconda dell'America Latina, dopo San Paolo) che verrà ampliata fino a raggiungere le città di Niterói, São Gonçalo, Magé, Maricá, Nova Iguaçu e Itaboraí tra le altre, alle ferrovie che legano Niterói-São Gonçalo-Rio de Janeiro, e i traghetti che legano queste tre città e anche numerose altre, l'aeroporto Santos Dumont (nazionale) e Galeão/Tom Jobim (Internazionale), e aeroporti di varie altre città come la turistica Cabo Frio, e la petrolifera Macaé, e sul porto di Rio de Janeiro, il più grande del Brasile, sui porti di Niterói, São Gonçalo, Angra dos Reis, Seropedica, ecc.

### Agricoltura
L'agricoltura carioca corrisponde allo 0,6% del PIL (segno di un'economia fortemente ricca e industrializzata). Produce: fagioli neri, patata, patata dolce, mais, riso, manioca (o Aypim), ortaggi, frutta tropicale, ed è nei primi tre posti nella produzione ed esportazione brasiliana di: caffè, zucchero, e cocco, oltre a produrre agrumi, e la produzione e esportazione di fiori (soprattutto rose).

### Allevamento
L'allevamento riguarda soprattutto bovini, ovini, caprini, cavalli e pollame.

### Pesca
La pesca dello Stato di Rio de Janeiro è abbondante sia su mare (primo posto come pesca e esportazione di pesce azzurro) sia fluviale.

### Energia
Rio de Janeiro può contare su varie centrali idroelettriche, come quelle di São Gonçalo, Niterói, Nilópolis, ecc., che danno molta energia, le tre centrali nucleari di Angra dos Reis, Angra 1, Angra 2, Angra 3, sulla produzione di petrolio e gas naturale, e su abbondanti riserve di carbone (fossile) e (vegetale).
Rio de Janeiro è la seconda città più ricca del Brasile, Niterói la quarta, São Gonçalo la sesta, e Macaé e Campos sono al settimo posto insieme.
Altro settore importante è il turismo. Questo Stato riceve il 70% del turismo brasiliano. I turisti vengono attratti dalle bellezze naturali e dalle città bellissime, quali Rio de Janeiro, Niterói, Cabo Frio, Buzios, Petrópolis, Parati, Angra dos Reis, e dalle spiagge quali Ipanema e Copacabana, Niterói, dove si trovano splendidi monumenti della colonizzazione portoghese, il Museo d'arte contemporanea, e varie spiagge bellissime, oltre all'architettura bellissima della città, São Gonçalo (sede di una delle più famose e storiche scuole di samba-Porto da Pedra) e di varie isole e spiagge meravigliose, su Petrópolis, sede dell'Impero del Brasile, su Nova Friburgo con elementi svizzeri e tedeschi, Itatiaia e Visconde de Mauá con splendidi paesaggi.
Inoltre vi sono centinaia di isole, tra le quali Ilha Grande, un'isola-arcipelago che comprende altre 365 isole minori, belle e famose per le acque limpide.

## Luoghi di interesse
Lo Stato di Rio de Janeiro è famoso in tutto il mondo per via della sua capitale (a cidade maravilhosa, ovvero "la città meravigliosa") ricca di bellezze, artistiche, naturali, storiche e urbanistiche. Lo Stato vanta però anche la città dei sovrani del Brasile, Petrópolis con tutti i monumenti riguardanti l'epoca reale e persino oggetti personali dei re.
Tra le altre città Cabo Frio e la vicina Armação dos Búzios, che attraggono sempre più turisti, per le loro bellezze architettoniche e naturali, tra le quali spiagge bellissime. Un'altra città interessante è Paraty, di antica origine, dove le strade della città vecchia sono state costruite dagli schiavi, interamente in pietra.
Rio de Janero, capitale dello Stato, è la città più famosa del Brasile, le sue spiagge hanno fama internazionale (Ipanema, Copacabana); il suo stadio, il Maracanà, è il più grande del mondo; ha anche la foresta urbana più grande del mondo, "a Tijuca", e tesori architettonici.
Altra attrazione è Corcovado (monte gobbo) dove si trova il simbolo di Rio de Janeiro, O Cristo Redentor, punto panoramico dal quale si può vedere tutta la città.